# Helen Slater
Helen Rachel Slater (n. 15 decembrie 1963, Bethpage⁠(d), Oyster Bay⁠(d), New York, SUA) este o actriță și compozitoare americană. Aceasta a interpretat-o pe supereroina Kara Zor-El⁠(d) în filmul Supergirl⁠(d) (1984). De asemenea, a apărut în The Legend of Billie Jean⁠(d) (1985), Ruthless People⁠(d) (1986), The Secret of My Success⁠(d) (1987) și City Slickers⁠(d) (1991).
După Supergirl, Slater a avut mai multe roluri de televiziune în proiecte DC Comics: Talia al Ghul⁠(d) în Batman: The Animated Series, Lara-El⁠(d) în Smallville, Eliza Danvers⁠(d), mama adoptivă a lui Supergirl, în Supergirl⁠(d) (2015) și Martha Kent⁠(d) în DC Super Hero Girls: Hero of the Year⁠(d) (2016).
În 2023, Slater a avut un rol cameo în filmul The Flash⁠(d) (2023).

## Biografie
Slater s-a născut în Bethpage, New York⁠(d). Este de origine evreiască. Părinții săi, Alice Joan (născută Citrin), avocată și activistă pentru dezarmarea nucleară⁠(d), și Gerald Slater⁠(d), director de televiziune, au divorțat în 1974. Aceasta are un frate, David, avocat în New York City. Slater a urmat Liceul Great Neck South⁠(d) și s-a transferat ulterior la High School of Performing Arts⁠(d); și-a încheiat studiile liceale în 1982.
Aceasta nu este înrudită cu actorul Christian Slater⁠(d).

## Filmografie
| An   | Titlu                                 | Rol                                 | Note             |
| ---- | ------------------------------------- | ----------------------------------- | ---------------- |
| 1984 | Supergirl                             | Kara Zor-El / Linda Lee / Supergirl |                  |
| 1985 | The Legend of Billie Jean             | Billie Jean Davy                    |                  |
| 1986 | Ruthless People                       | Sandy Kessler                       |                  |
| 1987 | The Secret of My Success              | Christy Wills                       |                  |
| 1988 | Sticky Fingers                        | Hattie                              |                  |
| 1989 | Happy Together                        | Alexandra Page                      |                  |
| 1991 | City Slickers                         | Bonnie Rayburn                      |                  |
| 1993 | Betrayal of the Dove                  | Ellie West                          |                  |
| 1993 | A House in the Hills                  | Alex Weaver                         |                  |
| 1994 | Lassie                                | Laura Turner                        |                  |
| 1995 | The Steal                             | Kim                                 |                  |
| 1995 | No Way Back                           | Mary                                |                  |
| 1997 | The Long Way Home                     | Herself                             | Voce, documentar |
| 1999 | Carlo's Wake                          | Lisa Torello                        |                  |
| 2001 | Nowhere in Sight                      | Carly Bauers                        |                  |
| 2004 | Seeing Other People                   | Penelope                            |                  |
| 2011 | Beautiful Wave                        | Jane Davenport                      | Direct-to-video  |
| 2012 | Model Minority                        | Mrs. Ambrose                        |                  |
| 2014 | Echo Park                             | Julia                               |                  |
| 2015 | The Curse of Downers Grove            | Diane                               |                  |
| 2016 | DC Super Hero Girls: Hero of the Year | Martha Kent                         | Voce             |
| 2016 | A Remarkable Life                     | Iris                                |                  |

| An        | Titlu                                | Rol                      | Note                                                      |
| --------- | ------------------------------------ | ------------------------ | --------------------------------------------------------- |
| 1982      | ABC Afterschool Special              | Amy Watson               | Episodul: "Amy & the Angel"                               |
| 1988      | Improv Tonite                        | Helen Slater             | Gazdă                                                     |
| 1990      | The Great Air Race                   | Jacqui Cochrane          | Miniserie de televiziune                                  |
| 1990      | Capital News                         | Anne McKenna             | Film de televiziune                                       |
| 1991      | The Hidden Room                      | Lauren                   | Episodul: "Wasting Away"                                  |
| 1992      | Seinfeld                             | Becky Gelke              | nemenționată; episodul: "The Good Samaritan"              |
| 1992      | Dream On                             | Sarah                    | Episodul: "Theory of Relativity"                          |
| 1992–1994 | Batman: The Animated Series          | Talia al Ghul            | Voce, 4 episoade                                          |
| 1993      | 12:01                                | Lisa Fredericks          | Film de televiziune                                       |
| 1993      | Chantilly Lace                       | Hannah                   | Film de televiziune                                       |
| 1994      | Couples                              | Nina                     | Film de televiziune                                       |
| 1994      | Parallel Lives                       | Elsa Freedman            | Film de televiziune                                       |
| 1997      | Caroline in the City                 | Cassandra Thompson       | nemenționat; episodul: "Caroline and the Monkeys"         |
| 1997      | Toothless                            | Mrs. Lewis               | Film de televiziune                                       |
| 1997–1998 | Michael Hayes                        | Julie Siegel             | 3 episoade                                                |
| 1998      | Best Friends for Life                | Pammy Cahill             | Film de televiziune                                       |
| 2000      | American Adventure                   | Kathy                    | Episod pilot                                              |
| 2001      | Will & Grace                         | Peggy Truman             | Episodul: "Moveable Feast"                                |
| 2003      | Boston Public                        | Mrs. McNeal              | Episodul: "Chapter Seventy-Four"                          |
| 2004      | Law & Order: Special Victims Unit    | Susan Coyle              | Episodul: "Families"                                      |
| 2005      | Grey's Anatomy                       | Nadia Shelton            | Episodul: "Grandma Got Run Over by a Reindeer"            |
| 2006      | Jane Doe: The Harder They Fall       | Stella Andre             | Film de televiziune                                       |
| 2006      | The New Adventures of Old Christine  | Liz                      | Episodul: “Teach Your Children Well”                      |
| 2007      | Crossing Jordan                      | Elaine Tallridge         | Episodul: "Seven Feet Under"                              |
| 2007–2010 | Smallville                           | Lara-El                  | 3 episoade                                                |
| 2009      | Supernatural                         | Susan Carter             | Episodul: "Family Remains"                                |
| 2009      | Eleventh Hour                        | Susan Wynne              | Episodul: "Medea"                                         |
| 2009      | Greek                                | Dr. Magda Stephanopoulos | Episodul: "Guilty Treasures"                              |
| 2010–2011 | Gigantic                             | Jennifer Brooks          | 10 episoade                                               |
| 2010      | CSI: NY                              | Elizabeth Harris         | Episodul: "Do Not Pass Go"                                |
| 2011      | Private Practice                     | Erin                     | Episodul: "Two Steps Back"                                |
| 2011      | Rock the House                       | Diane Petersen           | Film de televiziune                                       |
| 2011      | Drop Dead Diva                       | Penny Brecker            | Episodul: "Hit and Run"                                   |
| 2011–2013 | The Lying Game                       | Kristin Mercer           | Rol principal                                             |
| 2013      | The Good Mother                      | Cheryl Jordan            | Film de televiziune                                       |
| 2014      | Caper                                | Luke's Mom               | Episodul: "All Hands on Peltas". YouTube and Hulu series. |
| 2014      | The Young and the Restless           | Dr. Chiverton            | 4 episoade                                                |
| 2015      | Mad Men                              | Sheila                   | Episodul: "Person to Person"                              |
| 2015–2021 | Supergirl                            | Eliza Danvers            | 13 episoade                                               |
| 2015      | Agent X                              | Helen Eckhart            | Episodul: "Fidelity"                                      |
| 2016      | DC Super Hero Girls: Super Hero High | Martha Kent              | Voce, film de televiziune                                 |